# Jesús M. Sánchez
Jesús María Sánchez García (Barcelona, 1956) es jurista y abogado español. Desde enero de 2022 hasta el 3 de julio de 2025 fue decano del Ilustre Colegio de la Abogacía de Barcelona (ICAB) y ocupó diversos cargos de responsabilidad en los consejos y colegios de la abogacía españoles.  Es autor de varias obras jurídicas, conferenciante y profesor en diversas instituciones académicas.

## Carrera jurídica
Licenciado en Derecho por la Universidad de Barcelona en 1982, es Máster de Investigación en Ciencias Jurídicas por la Universidad Abad Oliva CEU (2016). Experto en derecho  civil, financiero, y de consumo, en 1995 fundó junto a Javier Zahonero el despacho de abogados Zahonero & Sánchez.
Ha sido decano del Ilustre Colegio de la Abogacía de Barcelona (ICAB) y consejero del Consejo General de la Abogacía Española desde 2022. También es miembro del Consejo de Colegios de la Abogacía de Cataluña, y presidente de la Asociación Intercolegial de Colegios Profesionales de Cataluña.
En 1983 se colegió en el ICAB, y desde entonces tiene una destacada vinculación con la institución colegial.  Fue secretario y vicedecano de la Junta de Gobierno (2017-21), y presidente de la Sección de Derecho Procesal y de la Comisión de Normativa.  También ha presidido  la CRAJ (Comisión de Relaciones con la Administración de Justicia) de la Abogacía Española y la Comisión de Defensa de los Derechos Humanos y Protección Internacional-Asilo de la abogacía catalana.
Fue elegido decano en enero de 2022 tras el nombramiento de su antecesora, Eugenia Gay, como delegada del gobierno en Cataluña. Su labor al frente del ICAB se ha encaminado a impulsar la formación sobre la digitalización para los profesionales de la abogacía, la mejora económica en la prestación del turno de oficio, la especialización de la planta judicial en infancia, familia y capacidad, y el impulso de la CRAJ, así como la creación en el ICAB del I+DRET y los tres  observatorios — de derechos de las personas, de insolvencia personal y de la plena igualdad— . 
Ha sido promotor, mediante la creación de grupos de Trabajo en el ICAB, en causas relacionadas con el consumo y la vivienda,  participando en diversos procesos legislativos de Cataluña y España, como la Ley catalana 4/2016, de protección del derecho a la vivienda de las personas en riesgo de exclusión residencial, y la Ley española 5/2018, de modificación de la Ley de Enjuiciamiento Civil, en relación a la ocupación ilegal de viviendas. También es un firme defensor de que las tasas judiciales estatales reviertan directamente en la justicia de cada autonomía.
Ha recibido diversos premios y reconocimientos: la Medalla de Honor por Servicios Excepcionales a la Justicia, de la Generalitat de Catalunya,  la Cruz Distinguida de San Raimundo de Peñafort; el premio Narcís de Sant Dioní del Colegio de Abogados de Girona, la Creu de l’Advocacia Catalana, concedida por el Consell de l’Advocacia Catalana (CICAC); y el Premio al Compromiso Confilegal (2024).

## Formación y divulgación
Ha sido profesor en la Escuela de Práctica Jurídica y de varios másteres de Derecho Procesal del ICAB, además de conferenciante. También ha impartido clase en cursos de litigación y en el Máster de Acceso a la Abogacía en la Universidad Abat Oliba y en la Universidad Abierta de Cataluña.
Es autor de las monografías “La cosa juzgada en el ámbito de los consumidores y los efectos retroactivos de la cláusula suelo declarada abusiva”, publicada por VLex en 2017; “Aspectos prácticos del Crédito Revolving” de Tirant Lo  Blanch (2022) y “Ley de usura y control de transparència en el crédito revolving”, VLex (2025). Es codirector de la obra colectiva “Clàusula rebus sic stantibus”, de 2021, y colaborador en revistas jurídicas especializadas y en diarios, principalmente en materia de derecho procesal y derecho de consumo.